# Československá hokejová reprezentace v sezóně 1982/1983
Československá hokejová reprezentace v sezóně 1982/1983 sehrála celkem 21 zápasů.

## Přehled mezistátních zápasů
| Pořadí | Datum             | Soupeř  | Výsledek             | Soutěž                       | Místo utkání |
| ------ | ----------------- | ------- | -------------------- | ---------------------------- | ------------ |
| 850.   | 8. září 1982      | SSSR    | 4:7 (1:2, 3:3, 0:2)  | Pohár Rudého práva 1981/1982 | Bratislava   |
| 851.   | 10. září 1982     | SSSR    | 2:4 (1:1, 1:2, 0:1)  | Pohár Rudého práva 1981/1982 | Praha        |
| 852.   | 12. prosince 1982 | Finsko  | 4:1 (3:0, 0:1, 1:0)  | přátelsky                    | Helsinky     |
| 853.   | 13. prosince 1982 | Finsko  | 3:4 (1:2, 0:2, 2:0)  | přátelsky                    | Kouvola      |
| 854.   | 16. prosince 1982 | Švédsko | 5:4 (1:1, 2:1, 2:2)  | Cena Izvestijí 1982          | Moskva       |
| 855.   | 18. prosince 1982 | Finsko  | 2:3 (0:2, 0:1, 2:0)  | Cena Izvestijí 1982          | Moskva       |
| 856.   | 19. prosince 1982 | SRN     | 11:2 (5:0, 2:1, 4:1) | Cena Izvestijí 1982          | Moskva       |
| 857.   | 22. prosince 1982 | SSSR    | 4:9 (1:4, 3:2, 0:3)  | Cena Izvestijí 1982          | Moskva       |
| 858.   | 14. února 1983    | Švédsko | 8:3 (2:0, 1:1, 5:2)  | přátelsky                    | Malmö        |
| 859.   | 15. února 1983    | Švédsko | 2:3 (0:1, 2:2, 0:0)  | přátelsky                    | Göteborg     |
| 860.   | 17. února 1983    | Švédsko | 3:1 (1:1, 1:0, 1:0)  | přátelsky                    | Karlstad     |
| 861.   | 4. dubna 1983     | Švédsko | 11:2 (4:0, 2:2, 5:0) | Pohár Rudého práva 1982/1983 | Olomouc      |
| 862.   | 5. dubna 1983     | Švédsko | 12:3 (0:1, 1:0, 5:1) | Pohár Rudého práva 1982/1983 | Brno         |
| 863.   | 7. dubna 1983     | Kanada  | 4:1 (1:1, 1:0, 2:0)  | přátelsky                    | Pardubice    |
| 864.   | 8. dubna 1983     | Kanada  | 6:2 (3:1, 2:0, 1:1)  | přátelsky                    | Praha        |
| 865.   | 10. dubna 1983    | Finsko  | 9:6 (2:1, 4:4, 3:1)  | Pohár Rudého práva 1982/1983 | Plzeň        |
| 866.   | 11. dubna 1983    | Finsko  | 9:2 (1:0, 3:1, 5:1)  | Pohár Rudého práva 1982/1983 | Teplice      |
| 867.   | 16. dubna 1983    | Finsko  | 4:2 (1:0, 1:1, 2:1)  | Mistrovství světa 1983       | Düsseldorf   |
| 868.   | 17. dubna 1983    | NDR     | 6:1 (1:0, 1:1, 4:0)  | Mistrovství světa 1983       | Dortmund     |
| 869.   | 19. dubna 1983    | Švédsko | 4:1 (2:1, 2:0, 0:0)  | Mistrovství světa 1983       | Düsseldorf   |
| 870.   | 21. dubna 1983    | Kanada  | 1:3 (1:0, 0:0, 0:3)  | Mistrovství světa 1983       | Dortmund     |
| 871.   | 23. dubna 1983    | SSSR    | 1:5 (1:1, 0:1, 0:3)  | Mistrovství světa 1983       | Dortmund     |
| 872.   | 24. dubna 1983    | SRN     | 3:3 (0:1, 3:0, 0:2)  | Mistrovství světa 1983       | Mnichov      |
| 873.   | 26. dubna 1983    | Itálie  | 11:0 (3:0, 4:0, 4:0) | Mistrovství světa 1983       | Mnichov      |
| 874.   | 28. dubna 1983    | Kanada  | 5:4 (2:1, 3:2, 0:1)  | Mistrovství světa 1983       | Mnichov      |
| 875.   | 30. dubna 1983    | SSSR    | 1:1 (0:0, 0:1, 1:0)  | Mistrovství světa 1983       | Mnichov      |
| 876.   | 2. května 1983    | Švédsko | 4:1 (0:0, 4:0, 0:1)  | Mistrovství světa 1983       | Mnichov      |

## Další zápasy reprezentace
| Datum         | Soupeř                    | Výsledek             | Soutěž          | Místo utkání     |
| 2. září 1982  | SC Dynamo Berlin          | 9:1 (3:1, 3:0, 3:0)  | Zlatý klas 1982 | České Budějovice |
| 3. září 1982  | HK Sibir Novosibirsk      | 7:1 (3:1, 3:0, 1:0)  | Zlatý klas 1982 | České Budějovice |
| 4. září 1982  | HC Motor České Budějovice | 10:1 (2:0, 5:0, 3:1) | Zlatý klas 1982 | České Budějovice |
| 4. ledna 1983 | Kanada                    | 9:2 (2:0, 3:0, 4:2)  | přátelsky       | Teplice          |

## Bilance sezóny 1982/83
| Soupeř  | Zápasy | Výhry | Remízy | Prohry | Skóre  |
| ------- | ------ | ----- | ------ | ------ | ------ |
| Finsko  | 6      | 4     | 0      | 2      | 31:18  |
| Itálie  | 1      | 1     | 0      | 0      | 11:0   |
| Kanada  | 4      | 3     | 0      | 1      | 16:10  |
| NDR     | 1      | 1     | 0      | 0      | 6:1    |
| SRN     | 2      | 1     | 1      | 0      | 14:5   |
| SSSR    | 5      | 0     | 1      | 4      | 12:26  |
| Švédsko | 8      | 7     | 0      | 1      | 43:17  |
| Celkem  | 27     | 17    | 2      | 8      | 133:77 |

## Reprezentovali v sezóně 1982/83
| Post    | Jméno              | Zápasy | Branky | Klub                      |
| Brankář | Dominik Hašek      | 7      | 18     | Tesla Pardubice           |
| Brankář | Jiří Králík        | 17     | 42     | HC Dukla Jihlava          |
| Brankář | Karel Lang         | 3      | 10     | Zetor Brno                |
| Brankář | Jaromír Šindel     | 1      | 7      | TJ Vítkovice              |
| Obránce | Juraj Bakoš        | 3      | 1      | VSŽ Košice                |
| Obránce | Jaroslav Benák     | 25     | 1      | HC Dukla Jihlava          |
| Obránce | Mojmír Božík       | 2      | 3      | HK Dukla Trenčín          |
| Obránce | Ivan Černý         | 2      | 2      | HC Slovan Bratislava      |
| Obránce | Miroslav Dvořák    | 10     | 0      | Philadelphia Flyers       |
| Obránce | Stanislav Hajdušek | 1      | 0      | HC Sparta Praha           |
| Obránce | Miloslav Hořava    | 12     | 6      | Poldi SONP Kladno         |
| Obránce | Milan Chalupa      | 21     | 4      | HC Dukla Jihlava          |
| Obránce | František Joun     | 2      | 0      | HC Motor České Budějovice |
| Obránce | Arnold Kadlec      | 19     | 3      | CHZ Litvínov              |
| Obránce | Ladislav Kolda     | 12     | 0      | HC Motor České Budějovice |
| Obránce | František Musil    | 14     | 1      | Tesla Pardubice           |
| Obránce | Antonín Plánovský  | 11     | 2      | TJ Vítkovice              |
| Obránce | Pavel Setikovský   | 2      | 0      | HC Škoda Plzeň            |
| Obránce | Peter Slanina      | 9      | 1      | VSŽ Košice                |
| Obránce | Radoslav Svoboda   | 23     | 3      | HC Dukla Jihlava          |
| Obránce | Eduard Uvíra       | 24     | 0      | HC Dukla Jihlava          |
| Útočník | Vladimír Caldr     | 13     | 5      | HC Motor České Budějovice |
| Útočník | František Černík   | 24     | 6      | TJ Vítkovice              |
| Útočník | František Černý    | 11     | 3      | HC Škoda Plzeň            |
| Útočník | Ivan Dornič        | 8      | 2      | HC Slovan Bratislava      |
| Útočník | Jiří Dudáček       | 2      | 2      | Poldi SONP Kladno         |
| Útočník | Karel Holý         | 5      | 2      | HC Sparta Praha           |
| Útočník | Jiří Hrdina        | 24     | 3      | HK Dukla Trenčín          |
| Útočník | Otakar Janecký     | 2      | 0      | Tesla Pardubice           |
| Útočník | Petr Klíma         | 6      | 0      | CHZ Litvínov              |
| Útočník | Jindřich Kokrment  | 8      | 1      | CHZ Litvínov              |
| Útočník | Jaroslav Korbela   | 9      | 2      | HC Motor České Budějovice |
| Útočník | Jiří Lála          | 25     | 15     | HC Motor České Budějovice |
| Útočník | Igor Liba          | 25     | 11     | HC Dukla Jihlava          |
| Útočník | Vincent Lukáč      | 24     | 16     | VSŽ Košice                |
| Útočník | Evžen Musil        | 1      | 1      | Tesla Pardubice           |
| Útočník | Dušan Pašek        | 25     | 6      | HC Slovan Bratislava      |
| Útočník | Pavel Richter      | 23     | 5      | HC Sparta Praha           |
| Útočník | Petr Rosol         | 6      | 3      | CHZ Litvínov              |
| Útočník | Dárius Rusnák      | 24     | 15     | HC Slovan Bratislava      |
| Útočník | Vladimír Růžička   | 19     | 10     | CHZ Litvínov              |
| Útočník | Ladislav Svozil    | 20     | 3      | TJ Vítkovice              |
| Útočník | Jiří Šejba         | 2      | 3      | Tesla Pardubice           |
| Útočník | Oldřich Válek      | 11     | 3      | HC Dukla Jihlava          |
| Útočník | Rostislav Vlach    | 1      | 0      | HC Dukla Jihlava          |
| Útočník | Ondřej Weissmann   | 4      | 0      | HC Dukla Jihlava          |
| Trenér  | Luděk Bukač        |        |        |                           |
| Trenér  | Stanislav Neveselý |        |        |                           |

## Přátelské mezistátní zápasy
Československo -  Finsko 	4:1 (3:0, 0:1, 1:0)
12. prosince 1982 - Helsinky

Branky a nahrávky Československa: 5. Jiří Lála (Jindřich Kokrment), 5. Dárius Rusnák (Igor Liba), 12. Ivan Dornič (Dušan Pašek), 58. Pavel Richter (Ladislav Svozil).

Branky a nahrávky Finska: 31. Risto Jalo.

Rozhodčí: Dag Olsson – Karlsson (SWE), Gert Larsson (SWE)

Vyloučení: 5:4 (využití 0:0)
ČSSR: Jiří Králík – Milan Chalupa, Jaroslav Benák, Radoslav Svoboda, Eduard Uvíra, Peter Slanina, Miloslav Hořava, Ladislav Kolda, Antonín Plánovský – Jiří Lála, Jindřich Kokrment, František Černík – Vincent Lukáč, Dárius Rusnák, Igor Liba – Jiří Hrdina, Ladislav Svozil, Pavel Richter  – Ivan Dornič, Dušan Pašek, Jaroslav Korbela
Finsko: Rauli Sohlman – Lasse Litma, Pekka Rautakallio, Hannu Helander, Lehto, Matti Kaario, Arto Ruotanen, Hannu Haapalainen, Pertti Lehtonen – Kari Makkonen, Matti Hagman, Arto Javanainen – Timo Susi, Juha Nurmi, Erkki Laine – Raimo Summanen, Risto Jalo, Petri Skriko – Anssi Melametsä, Harri Tuohimaa, Jokinen.
 Československo -  Finsko 3:4 (1:2, 0:2, 2:0)
13. prosince 1982 - Kouvola

Branky Československa: 14. Jaroslav Korbela, 50. Vincent Lukáč, 60. Peter Slanina.

Branky Finska: 4. Timo Susi, 6. Anssi Melametsä, 37.Kari  Makkonen, 38. Timo Susi.

Rozhodčí: Dag Olsson – Karlsson (SWE), Gert Larsson (SWE)

Vyloučení: 0:3 (využití 0:0)
ČSSR: Karel Lang – Milan Chalupa, Jaroslav Benák, Radoslav Svoboda, Eduard Uvíra, Peter Slanina, Miloslav Hořava, Ladislav Kolda, Antonín Plánovský – Jiří Lála, Jindřich Kokrment, František Černík – Vincent Lukáč, Dárius Rusnák, Igor Liba – Jiří Hrdina, Ladislav Svozil, Pavel Richter  – Ivan Dornič, Dušan Pašek, Jaroslav Korbela
Finsko: Kari Takko – Lasse Litma, Pekka Rautakallio, Hannu Helander, Lehto, Matti Kaario, Arto Ruotanen, Hannu Haapalainen, Pertti Lehtonen – Kari Makkonen, Matti Hagman, Arto Javanainen – Timo Susi, Juha Nurmi, Erkki Laine – Raimo Summanen, Risto Jalo, Petri Skriko – Anssi Melametsä, Harri Tuohimaa, Jokinen.
 Československo -  Švédsko 8:3 (2:0, 1:1, 5:2)
14. února 1983 - Malmö

Branky a nahrávky Československa: 12. Milan Chalupa (Ladislav Svozil), 17. Vincent Lukáč (Igor Liba), 39. Jiří Lála, 41. František Černík (Ladislav Svozil), 42. Jiří Hrdina (Dušan Pašek), 6:1 44. Radoslav Svoboda, 7:1 44. Vincent Lukáč, 52. Jiří Lála.

Branky a nahrávky Švédska: 29. Södergren, 45. Thom Eklund, 49. Hägglund.

Rozhodčí: Pertti Juhola (FIN) – Kartonen (FIN), Kukkonen (FIN)

Vyloučení: 4:2 (využití 1:2)
ČSSR: Jiří Králík – Milan Chalupa, Jaroslav Benák, Radoslav Svoboda, Eduard Uvíra, Arnold Kadlec, Miloslav Hořava, Peter Slanina, František Musil – Jiří Lála, Ladislav Svozil, František Černík – Vincent Lukáč, Dárius Rusnák, Igor Liba – Petr Rosol, Vladimír Růžička, Pavel Richter  – Jiří Hrdina, Dušan Pašek, Petr Klíma
Švédsko: Gunnar Leidborg – Tommy Samuelsson, Mats Thelin, Peter Andersson, Roger Hägglund, Bo Ericsson, Michael Thelvén – Thom Eklund, Roland Eriksson, Mats Ulander – Peter Sundström, Ove Olsson, Jan Erixon – Håkan Loob, Thomas Rundqvist, Tomas Sandström – Tommy Mörth, Leif Holmgren, Häkan Södergren.
 Československo -  Švédsko 2:3 (0:1, 2:2, 0:0)
15. února 1983 - Göteborg

Branky a nahrávky Československa: 23. František Černík (Jiří Lála), 31. Petr Rosol (Vincent Lukáč).

Branky a nahrávky Švédska: 16. Mats Ulander (Peter Andersson), 37. Tommy Mörth (Leif Holmgren), 38. Bo Berglund (Mats Ulander).

Rozhodčí: Pertti Juhola (FIN) – Kartonen (FIN), Kukkonen (FIN)

Vyloučení: 3:3 (1:1)
ČSSR: Dominik Hašek – Milan Chalupa, Jaroslav Benák, Radoslav Svoboda, Eduard Uvíra, Peter Slanina, František Musil, Arnold Kadlec, Miloslav Hořava – Jiří Lála, Ladislav Svozil, František Černík – Vincent Lukáč, Dárius Rusnák, Igor Liba – Jiří Hrdina, Dušan Pašek, Petr Klíma – Petr Rosol, Vladimír Růžička
Švédsko: Göte Wälitalo – Tommy Samuelsson, Peter Loob, Peter Andersson, Mats Thelin, Michael Thelvén, Bo Ericsson – Thom Eklund, Roland Eriksson, Mats Ulander – Håkan Loob, Ove Olsson, Jan Erixon – Peter Sundström, Bo Berglund, Tomas Sandström – Tommy Mörth, Leif Holmgren, Häkan Södergren.
 Československo -  Švédsko 3:1 (1:1, 1:0, 1:0)
17. února 1983 - Karlstad

Branky Československa: 1. Jiří Lála, 39. František Černík, 43. Petr Rosol.

Branky Švédska: 9. Håkan Loob

Rozhodčí: Pertti Juhola (FIN) – Kartonen (FIN), Kukkonen (FIN)

Vyloučení: 5:7 (využití 0:0)
ČSSR: Dominik Hašek – Milan Chalupa, Jaroslav Benák, Radoslav Svoboda, Eduard Uvíra, Peter Slanina, František Musil, Arnold Kadlec, Miloslav Hořava – Jiří Lála, Ladislav Svozil, František Černík – Vincent Lukáč, Dárius Rusnák, Igor Liba – Jiří Hrdina, Dušan Pašek, Petr Klíma – Petr Rosol, Vladimír Růžička
Švédsko: Gunnar Leidborg – Peter Loob, Tommy Samuelsson, Peter Andersson, Mats Thelin, Michael Thelvén, Roger Hägglund – Bo Berglund, Roland Eriksson, Mats Ulander – Håkan Loob, Thomas Rundqvist, Jan Erixon – Peter Sundström, Thom Eklund, Tomas Sandström – Häkan Södergren, Leif Holmgren, Tommy Mörth.
 Československo -  Kanada 	4:1 (1:1, 1:0, 2:0)
7. dubna 1983 - Pardubice

Branky Československa: 10. Vladimír Růžička, 22. Dušan Pašek, 43. Pavel Richter, 56. Jaroslav Benák.

Branky Kanady: 15. Marcel Dionne.

Rozhodčí: Dag Olsson (SWE) – Luděk Exner (TCH), Jan Tatíček (TCH)

Vyloučení: 5:8 (využití 2:0)
ČSSR: Dominik Hašek – Arnold Kadlec, František Musil, Ladislav Kolda, Antonín Plánovský, Pavel Setíkovský, Jaroslav Benák, Ivan Černý, Juraj Bakoš – Petr Rosol, Vladimír Růžička, Pavel Richter  – Jiří Hrdina, Dušan Pašek, František Černý – Oldřich Válek, Ondřej Weissmann, Petr Klíma – Jiří Dudáček, Karel Holý, Jaroslav Korbela
Kanada: Daren Eliot – Frank Neal, Ross Cory, Keegan, Peter Shier, Joe Grant, Sylvain Hudon – Charlie Simmer, Marcel Dionne, Dave Taylor – Paul Stothart, Ron Davidson, Kevin Primeau – David Tippett, Carey Wilson, Greg Wilson – Ken Keryluk, Kelly Glowa, Chris Helland.
 Československo -  Kanada 	6:2 (3:1, 2:0, 1:1)
8. dubna 1983 - Praha

Branky Československa: 7. Vladimír Růžička, 2:1 8. Jiří Lála, 3:1 8. Vladimír Růžička, 27. Vladimír Růžička, 32. Vladimír Caldr, 54. František Černý.

Branky Kanady: 6. Charlie Simmer, 50. Helland.

Rozhodčí: Dag Olsson (SWE) – Luděk Exner (TCH), Jan Tatíček (TCH)

Vyloučení: 4:6 (využití 1:1)
ČSSR: Jiří Králík – Radoslav Svoboda, Eduard Uvíra, Milan Chalupa, Jaroslav Benák, Arnold Kadlec, Miloslav Hořava, Antonín Plánovský, František Musil – Vincent Lukáč, Dárius Rusnák, Igor Liba – Jiří Lála, Karel Holý, František Černík – Vladimír Caldr, Vladimír Růžička, Pavel Richter – Jiří Hrdina, Dušan Pašek, František Černý.
Kanada: Daren Eliot – Joe Grant, Hudon, Frank Neal, Ross Cory, Keegan, Peter Shier – Charlie Simmer, Marcel Dionne, Dave Taylor – Kevin Primeau, Ron Davidson, David Tippett – Greg Wilson, Carey Wilson, Chris Helland – Stothart, Kelly Glowa, Ken Keryluk.

## Další zápas reprezentace
Československo -  olympionici Kanady 	9:2 (2:0, 3:0, 4:2)
4. ledna 1983 - Teplice	

Branky Československa: 3. Ladislav Svozil, 11. Evžen Musil, 23. Ladislav Svozil, 23. František Černík, 26. Pavel Richter, 43. Jiří Lála, 48. Vincent Lukáč, 51. Pašek, 58. Zdeněk Pata.

Branky Kanady: 51. Davidson, 56. Irwin.

Rozhodčí: Vladimír Šubrt (TCH) – Luděk Exner (TCH), Jan Tatíček (TCH)

Vyloučení: 7:9 (využití 1:0) navíc G. Wilson na 10 minut.
ČSSR: Jaromír Šindel – Arnold Kadlec, Miloslav Hořava, Peter Slanina, Mojmír Božík, Ivan Černý, Jan Levinský, Ladislav Kolda, Antonín Plánovský – Jiří Lála, Zdeněk Pata, František Černý - Vincent Lukáč, Dárius Rusnák, Pavel Richter – Jiří Hrdina, Dušan Pašek, Jaroslav Korbela – Evžen Musil, Ladislav Svozil, František Černík.
Kanada: Jamieson - Dave Reierson, Doug Irwin, Lemiert, Marsh, Walker, McKean, Mastrolius - Greg Wilson, Davidson, Carey Wilson - Vaughn Karpan, Cameron, Hadgson - Friesen, Desiarsen, Fenski - Ell, Parent, Pierce - Grawel.